# بارانیا گورا
بارانیا گورا (به لاتین: Barania Góra) یک کوه در لهستان است که در استان سیلسیان هلند واقع شده‌است. بارانیا گورا ۱٬۲۲۰ متر بالاتر از سطح دریا واقع شده‌است.